# From-Olle, Spelman från Järvsö
From-Olle, Spelman från Järvsö är ett album utgivet 1998 av Järvsö Hembygdsförening, där olika Hälsingespelmän tolkar Järvsöspelmannen From-Olle. Innehåller 19 polskor, en vals och en brudmarsch.  

## Låtlista
1. "En sup till...", polska i C-dur efter Jonas Skoglund, Tierp (nyckelharpsspelman med rötter och en tids verksamhet i Hälsingland) - Järvsö spelmanslag
2. "Brudmarsch i F-dur" efter Jon-Erik Hall - Ulf Störling
3. "Soluppgång över Dellen", polska i C-dur" efter Thore Härdelin (d.ä.) - Thore Härdelin (d.y.)
4. Polska i a-moll efter Jon-Erik Hall - Anders Henriksson
5. "From-Olles sista komposition", polska i d-moll - Jonas Olsson
6. "From-Olles d-mollpolska" efter Jon-Erik Hall - Hugo Westling
7. "From-Olles 80", polska i D-dur efter Olof Olsson (spelman), Hovra, Färila - Fredrik Lindh
8. "From-Olles 12:a", polska i G-dur efter Jon-Erik Hall - Thore Härdelin (d.y.)
9. Polska i C-dur efter Jon-Erik Hall - Britt-Marie Swing
10. Polska i a-moll efter Johan Persson Bergström, Glöte, Härjedalen - Hans-Olov Olsson
11. Polska i A-dur efter Olof Olsson, Hovra, Färila - Johan Ask
12. Polska i d-moll efter Jonas Skoglund - Thuva Härdelin
13. Polska i C-dur efter Forslund, Hassela socken - Oline Bakkom
14. Polska i D-dur efter Olof Olsson - Eiwor Kjellberg och O'tôrgs-Kaisa Abrahamsson
15. Polska i D-dur efter Jöns Persson, Borgsjö socken, Medelpad - Jonas Olsson och Fredrik Lindh
16. "Bua-Moras brudpolska", polska i D-dur efter Mikael Larsson, Järvsö - Ulf Störling
17. Polska i D-dur efter skomakare Jonas Eriksson, Hälsingtuna - Johan Ask och Ulf Störling
18. Polska i G-dur efter Ingrid Maria Lindahl, Nordsjö, Järvsö - Eiwor Kjellberg och O'tôrgs-Kaisa Abrahamsson
19. Polska i g-moll" efter Jon Erik Öst - Örjan Hans-Ers och Jonas Olsson
20. Vals i Bb-dur efter Jonas Dahl, Undersvik - Johan Ask och Ulf Störling
21. Polska i C-dur efter Thore Härdelin (d.ä.) - Bengt Jonsson och Gunnar Östergårds